# Милон, Луи
Луи́ Мило́н (фр. Louis-Jacques-Jessé Milon; 1766 — 25 ноября 1845, Нёйи-сюр-Сен) — известный французский артист балета, балетмейстер и педагог.

## Биография
Несколько лет проработал в парижской Королевской академии музыки в амплуа первого танцора. Так, например, он исполнял танцевальную партию в балете П. Гарделя «Танцемания» (La Dansomanie, Парижская опера, 14 июня 1800).
Затем был приглашен балетмейстером в парижский театр Théâtre de l’Ambigu-Comique. Одновременно ставил балеты в Парижской опере.
Л. Милон поставил множество балетных спектаклей и танцевальных номеров для опер. Многие из них впоследствии расходились по разным европейским сценам, возобновляемые другими балетмейстерами. Так, например, случилось с балетом «Свадьбы Гамаша» (Les Noces de Gamache) по роману «Дон Кихот», композитор Ф. Лефевр, поставленным им в 1801 году (премьера 18 января 1801 года) — эта работа считалась особо успешной и балет через несколько лет был возобновлен в Парижской опере Люсьеном Петипа. На русскую сцену балет был перенесен сначала в Петербург в Большой Каменный театр балетмейстером А. Блашем (22 января 1834 года), а затем в Москву Фелицатой Гюллень-Сор, первой русской женщиной-балетмейстером, и показан в московском Большом театре 24 января 1835 года под названием «Дон Кихот Ламанчский, или Свадьба Гамаша».
Большим успехом пользовался и балет «Нина, или Сумасшедшая от любви», поставленный Милоном в 1813 или 1818 году, выдержавший более 180 спектаклей до 1837 года (приблизительно 20 лет в репертуаре!) и перенесенный в 1834 году в Копенгаген известным датским балетмейстером Августом Бурнонвилем.
Знаменитой стала постановка балета «Карнавал в Венеции» (Le Carnaval de Venise) в Парижской опере 22 февраля 1816 года и обошедшего затем  многие европейские музыкальные сцены. В Москве постановку осуществила Фелицата Гюллень-Сор в 1832 году в Большом театре на сборную музыку. Балет дожил до нашего времени.
Помимо хореографической деятельности Луи Милон давал уроки пантомимы в Школе танца при Парижской опере, где служил в должности ассистента П. Гарделя, директора балетной труппы всего театра Опера де Пари (очень высокая должность, равная по современной иерархии заместителю директора, то есть вторая должность позначимости в балетной труппе театра). Известно, что и там он вел большую работу по обучению танцу; в частности, после некоторых реорганизаций в Школе танца при Опера де Пари в 1822 году он совместно с П. Гарделем подал рапорт дирекции Оперы о необходимости восстановления изучения большой пассакальи, чаконы и паспье, чтобы смогла возродиться прежняя виртуозная техника. Среди известных учеников А. Титюс, Ф. Биас.
Среди множества балетов, поставленных Милоном за всю творческую жизнь, часть полностью забыта, но часть вошла в историю мирового балетного искусства. Луи Милон не был новатором в балете, но его постановки вполне соответствовали вкусам времени и, пользуясь немалым успехом зрителей, занимали большое место в театральном репертуаре первой трети XIX столетия. Жанры его постановок варьировались от юмористических бурлесков до романтических мелодрам. В его спектаклях партии исполняли выдающиеся танцовщики: Альбер, Фердинан (Jean La Brunière de Médicis), К. Блазис, О. Вестрис, Ж.-П.Омер, Анатоль, А. Корниоль (Antoine Corniol), А.Титюс, Ф.-В.Гюллень, Амели Легаллуа (Amélie Legallois), а также знаменитая балерина Эмилия Биготтини (Émilie Bigottini), участвовавшая почти во всех постановках Милона в главных партиях, искусством которой немало восхищался Наполеон I, сам не раз бывавший зрителем балетов Милона.
Спектакли Л. Милона не сходили со сцены с конца XVIII века и вплоть до 1830-х годов; в некоторых из них поначалу он и сам выступал.
В русской балетной критике творчеству Л. Милона посвящено несколько работ, в том числе глава книги В. М. Красовской «Западноевропейский балетный театр».
Луи Милон скончался 25 ноября 1845 в предместье Парижа, городке Нёйи-сюр-Сен, престижном богатом районе, ставшим местом жительства многих успешных известных французских деятелей.

## Постановки
- 1789 — «Пигмалион»

Парижская Опера
- 20 августа 1800 — «Пигмалион»
- 18 января 1801 — «Свадьба Гамаша» на музыку Ф-Ш. Лефевра. Исполнители: Ж.-П. Омер (Дон Кихот), С. Шевиньи (Китри), О. Вестрис (Базиль), Ш. Бопре (Санчо Панса), Ж. Лебель (Гамаш).
- 2 июня 1803 — «Лукас и Лоретта» (Lucas et Laurette) на музыку Ф.-Ш. Лефебра
- 27 февраля 1807 — «Возвращение Улисса» на музыку Л. Персюи
- 15 декабря 1807 — дивертисмент в опере Г. Спонтини «Весталка» (совместно с Пьером Гарделем)
- 25 июня 1811 — «Восстание сабинянок» (L’Enlèvement des Sabines) на музыку Бертона
- 23 ноября 1813 — «Нина, или Сумасшедшая от любви» на музыку Л.  Персюи[фр.] по одноимённой опере[англ.] Н. Далейрака. Исполнители: Э. Биготтини (Нина), Л. Милон (её отец), Альбер (Жерней), Мерант (Губернатор), Эли (Бленваль), Гуайон (Жорж), Марелье (Жоржетт), С. Шевиньи (Элиза).
- 4 апреля 1815 — «Деревенское испытание» (L'Épreuve villageoise) на музыку Л. Персюи на основе А. Гретри
- 25 июля 1815 — «Счастливое возвращение» на музыку Крейцера и Бертона в обработке Л. Персюи (совместно с Пьером Гарделем)
- 22 февраля 1816 — «Карнавал в Венеции» на музыку Р. Крейцера и Л. Персюи
- 17 сентября 1817 — «Женихи из Казерты» на музыку Г. Дюгазона (совместно с Пьером Гарделем)
- 19 июня 1820 — «Клари, или Обещание женитьбы» на музыку Р. Крейцера (на сцене театра Фавар). Исполнители: Э. Биготтини (Клари), Альбер (герцог Мевилла).